# Philippe Pétain
Henri Philippe Benoni Omer Joseph Pétain (24. dubna 1856 – 23. července 1951) byl francouzský voják a politik. Díky svým velitelským úspěchům za první světové války, především během bitvy u Verdunu, byl považován za národního hrdinu. Roku 1917 se stal velitelem francouzské armády, o rok později byl povýšen do hodnosti maršála Francie. Krátce před francouzskou kapitulací v červnu 1940 byl ustanoven ministerským předsedou a vedl mírová jednání s nacistickým Německem. Během války stál v čele vichistické Francie a stal se symbolem kolaborace s nacisty. Po válce byl odsouzen za velezradu k trestu smrti, později zmírněnému na doživotí.

## Život
Jako veliteli ozbrojených sil byla maršálu Pétainovi udělovány zásluhy za bitvu na Marně a za vítězství v bitvě u Verdunu. Díky svým vojenským schopnostem a velké popularitě se v roce 1917 stal vrchním velitelem armády. V roce 1934 byl ministrem obrany a v následujícím roce státním sekretářem. Už tehdy prosazoval smířlivou politiku vůči nacistickému Německu.
Jako hlava státu bývá spojován s příměřím z června 1940 a vichistickým režimem, který započal tzv. Národní revoluci a aktivně spolupracoval s nacistickým Německem.
Na začátku 2. světové války ho ministerský předseda Paul Reynaud spolu s generálem Maximem Weygandem a plukovníkem de Gaullem prosadili do funkce ve válečné radě. Ta měla za úlohu mimo jiné vnést do francouzské armády novou sílu a patriotismus, avšak sociální a politické roztříštění ve Francii bylo příliš velké než ochota obyvatelstva postavit se Německu na odpor. Mocné útoky německé armády nakonec zmařily všechny snahy o účinnou obranu. Právě tehdy prezident Albert Lebrun vyzval Pétaina, aby po rezignaci Maxima Weyganda vytvořil novou vládu. Pétain pak 22. června 1940 podepsal s Německem ponižující příměří, které předalo nacistům přímou kontrolu na strategickém severu a západě Francie včetně Paříže a celého pobřeží s Atlantikem. Zbytek (asi 2/5 země) zůstal neokupovaný s administrativním centrem v lázeňském městě Vichy (de iure byla hlavním městem stále Paříž). Samostatnost byla formální, prakticky se jednalo o kolaborantský režim.
Po válce byl Pétain odsouzen k smrti za velezradu. Generál de Gaulle mu trest zmírnil na doživotní vězení.
Pétain zemřel 23. července 1951 ve věku devadesáti pěti let během internace na ostrově Yeu, kde je také pohřben.

## Kontroverze
Pétain byl za své zásluhy v 1. světové válce oslavován jako hrdina. Po kolaboraci s nacisty (spojené s mnoha nevynucenými činy, nezřídka odporujícími lidským právům) však byl zatracen jako velezrádce. Dodnes je nařčení z pétainismu vážnou politickou urážkou.